# ترابری در چین
در سال‌های اخیر ترابری در چین شاهد رشد و گسترش زیادی بوده‌است. اگرچه سامانه ترابری چین یک شبکه بزرگ از گره‌های ترابری است، این گره‌ها تمایل دارند به سوی مراکز پیشرفته اقتصادی در بخش‌های ساحلی و شهرهای کنار رودهای بزرگ متمرکز شوند. وضعیت فیزیکی و مفهوم زیرساخت‌های ترابری در نقاط مختلف جغرافیایی چین متفاوت است. اگرچه در مناطق دورافتاده و روستایی وسایل ترابری بسیار ساده هستند اما در شانگهای شاهد هستیم یک قطار مگلو شهر شانگهای را به فرودگاه بین‌المللی شانگهای پودنگ وصل می‌کند.
بیشتر سامانه‌های کنونی ترابری چین پس از جمهوری خلق چین از سال ۱۹۴۹ بدین سو ساخته شده‌اند. ترابری ریلی که مهترین نوع ترابری برای مسیرهای طولانی محسوب می‌شود رشد سریعی داشته‌است و با طول ۱۲۰٬۹۷۰ کیلومتر خط راه‌آهن، این کشور دومین شبکه ریلی در جهان را دارد.

## تاریخچه
چین در میانه توسعه گسترده زیرساخت ترابری خود است. تا پیش از این اقتصاد چین می‌توانست بدون توسعه ترابری رشد کند اما از این پس دیگر بدون توسعه ترابری رشد اقتصاد امکان‌پذیر نیست؛ برای رشد اقتصادی و جابجایی افراد و کالا این کشور به سامانه ترابری کارآمد نیاز دارد.
بندرها در چین از راه آبی بیشتر استفاده می‌کنند و فرودگاه‌ها در سراسر کشور در حال بهبود هستند.

## آیین‌نامه‌ها

### سرزمین اصلی چین
در سرزمین اصلی چین آیین‌های ترابری توسط یک نمایندگی از سوی وزارت ارتباطات، وزارت ترابری چین، مدیریت هوانوردی شهری چین تعیین می‌گردد.

## قطار

شبکه ریلی در چین شامل قطارهای تندرو

قطار مهمترین شیوه ترابری در چین است. خطوط راه‌آهن چین در سال ۲۰۱۱ حدود ۲٬۹۷۴ میلیارد تن محموله را جابجا کرد. سامانه ریلی چین حجم ترافیک بالایی دارد که برای اقتصاد چین ضروری است. سامانه ریلی چین، ۲۴ درصد حجم ترابری ریلی در جهان را تشکیل می‌دهد حال آنکه فقط ۶ درصد طول ریل جهان را در بر می‌گیرد. این شبکه ریلی دومین شبکه ریلی بزرگ جهان است و تا سال ۲۰۱۰ نزدیک ۴۷٪ آن برقی شده بود.

### مگلو
چین نخستین قطار فراتند مگلو (مغناطیسی) تجاری در جهان موسوم به قطار مگلو شانگهای را داراست.

## جاده
در دهه ۱۹۳۰ هنگام جنگ با ژاپن کشور چین راه‌های بسیاری کشید که مهمترین آن راه برمه بود.